# 閻魔堂沙羅の推理奇譚
『閻魔堂沙羅の推理奇譚』（えんまどうさらのすいりきたん）は、ミステリー作家・木元哉多の日本の小説シリーズ。
第55回メフィスト賞を受賞した木元のデビュー作『閻魔堂沙羅の推理奇譚』をシリーズ化し、講談社タイガからの書き下ろしで、2018年より刊行されている。既刊7巻。表紙カバーイラストは望月けい。閻魔大王の娘・沙羅が現世に未練を残し殺された死者たちに課す「自分の命を奪った殺人犯を推理することができれば蘇り、わからなければ地獄行き」という死者復活を賭けた霊界の推理ゲームを、1話完結で描いたミステリー。
NHK総合「よるドラ」枠にて中条あやみ主演でテレビドラマ化され、2020年10月31日から12月19日まで放送された。

## シリーズ一覧
1. 閻魔堂沙羅の推理奇譚
  - 緒方智子 17歳 女子高生 死因・絞殺
  - 浜本尚太 27歳 会社員 死因・凍死（テレビドラマ第1回の原作）
  - 門井聡子 82歳 無職 死因・老衰
  - 君嶋世志輝 20歳 フリーター 死因・撲殺
2. 閻魔堂沙羅の推理奇譚 負け犬たちの密室
  - 武部建二 43歳 刑事 死因・刺殺（テレビドラマ第6回の原作）
  - 池谷修 30歳 ゆすり屋 死因・？（テレビドラマ第5回の原作）
  - 浦田俊矢 34歳 会社社長 死因・撲殺
3. 閻魔堂沙羅の推理奇譚 業火のワイダニット
  - 外園聖蘭 30歳 契約社員 死因・？
  - 仙波虎 78歳 無職 死因・転落死
 遠山賢斗 11歳 小学生 死因・溺死
  - 土田裕太 19歳 浪人生 死因・焼死
4. 閻魔堂沙羅の推理奇譚 点と線の推理ゲーム
  - 向井由芽 13歳 中学生 死因・撲殺（テレビドラマ第2回の原作）
  - 閻魔堂沙羅の日常
  - 久保達樹 47歳 元ヤクザ 死因・射殺
5. 閻魔堂沙羅の推理奇譚 落ちる天使の謎
  - 澤木夏帆 23歳 元バドミントン選手 死因・轢死（テレビドラマ第3、4回の原作）
  - 相楽大地 17歳 高校生 死因・圧死
  - 土橋昇 29歳 子会社社長 死因・渇え死に
6. 閻魔堂沙羅の推理奇譚 金曜日の神隠し
  - 新山律子 41歳 デザイナー 死因・刺殺（テレビドラマ第7、最終回の原作）
7. 閻魔堂沙羅の推理奇譚 A+B+Cの殺人
  - 宮沢竜太 44歳 無職 死因・絞殺

## 書誌情報
1. 閻魔堂沙羅の推理奇譚（2018年3月22日、講談社タイガ、ISBN 978-4-06-294107-5）
2. 閻魔堂沙羅の推理奇譚 負け犬たちの密室（2018年5月23日、講談社タイガ、ISBN 978-4-06-294119-8）
3. 閻魔堂沙羅の推理奇譚 業火のワイダニット（2018年8月22日、講談社タイガ、ISBN 978-4-06-512649-3）
4. 閻魔堂沙羅の推理奇譚 点と線の推理ゲーム（2018年12月20日、講談社タイガ、ISBN 978-4-06-513991-2）
5. 閻魔堂沙羅の推理奇譚 落ちる天使の謎（2019年4月19日、講談社タイガ、ISBN 978-4-06-515333-8）
6. 閻魔堂沙羅の推理奇譚 金曜日の神隠し（2019年10月23日、講談社タイガ、ISBN 978-4-06-517423-4）
7. 閻魔堂沙羅の推理奇譚 A+B+Cの殺人（2020年9月15日、講談社タイガ、ISBN 978-4-06-520785-7）

## テレビドラマ

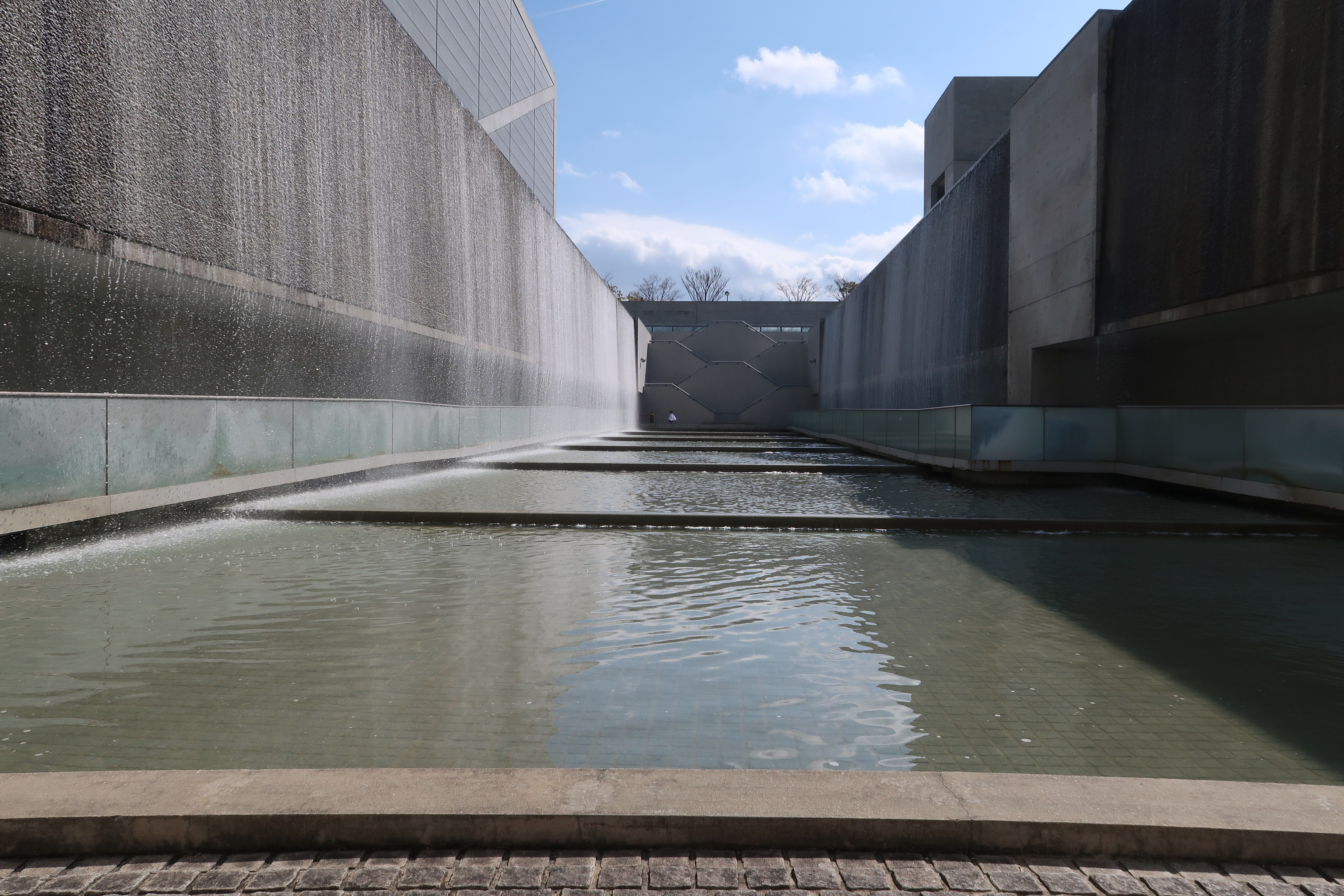
大阪府立狭山池博物館（第1回、最終回で閻魔堂として撮影された）

NHK大阪放送局の製作でテレビドラマ化され、NHK総合「よるドラ」枠にて2020年10月31日から12月19日まで放送された。主演は、連続ドラマ初単独主演となる中条あやみ。

### 製作
本作の撮影は大阪府内や淡路島、奈良市、神戸市などで、2020年6月26日から9月14日まで行われた。「主なロケ地」参照。
主演の中条は出演にあたって、「閻魔大王の娘役! いつかこのような特殊な役を演じてみたいと思っていたので、沙羅になれる事が楽しみです! 閻魔堂にやってきた亡者に対して沙羅が諭す言葉はとても大切な意味があり、ドラマを見ている方の心にも刺さると思います」とコメントしている。

### あらすじ（テレビドラマ）
閻魔堂の沙羅は、死者を天国に送るか地獄行きか決める、あの世の裁判官。彼女のもとにやってくるのは、誰かに殺され、現世に思いを残してきた亡者たち。
生き返りたいと訴える彼らに、沙羅が持ちかける。「じゃあゲームする？　自分自身で推理して、犯人を見事言い当てることができたら、生き返らせてあげます。名付けて『死者復活・謎解き推理ゲーム』。不正解なら地獄に落ちてもらいます」
亡者たちは生き返るために、必死に死ぬ前の状況を思い出し、推理をしていくが、事件の真相だけではなく、生前の自分の生き方についても様々な思いを巡らせる。そして、精一杯生きる覚悟を決めることで自分の人生を変えていく。

### キャスト
閻魔沙羅(えんま さら)
演 - 中条あやみ（幼少期：岡本灯里）
閻魔大王の娘。死者の生前の行いを審査して、天国行きか地獄行きかを決める、あの世の裁判官。
父・閻魔大王の不在時のみ閻魔堂にいて、父と同じ権限を与えられて代理を務めている。
生き返りを願う死者には、沙羅が認めれば、自分の死因や犯人を推理させ、制限時間内に正解できれば、生き返らせる。
Sっ気があり毒舌だが、推理ゲームでヒントをくれることもあり、人間界に来てフォローをしたり、生還の時に励ましたりするなど基本的には優しい。しかし、地獄行きが妥当な人間には容赦がない。

#### ゲスト

##### 第1回
浜本尚太（はまもと しょうた）〈27〉
演 - 小関裕太
会社員。死因は凍死。
鶏肉専門の卸業「鶏賑」南営業所の営業マン。性格はいいが要領が悪く、仕事では失敗ばかり。
ひそかに職場のマドンナ・天野に憧れているが、告白する勇気もない。若手社員の交流会「若鶏会」の会長を務める。左利き。
沙羅いわく「ヘタレ」。
生還の時に「あなたにはいいところがたくさんあるんです。もう少し自分に自信を持ちなさい」と沙羅に言われる。
閻魔堂で沙羅にサンドイッチを一切れ食べさせてもらい、生還した後、天野と一緒にそのサンドイッチを再現して社内のコンペに応募しようとする。
天野京香（あまの きょうか）
演 - 古畑星夏
浜本の同期。南営業所のマドンナ。「若鶏会」の副会長を務める。
千原和馬（ちはら かずま）
演 - 中山義紘
浜本の同期。エリアマネージャー。
岩田優斗（いわた ゆうと）
演 - 田中亨（劇団Patch）
浜本の後輩。何かと浜本のフォローをしてくれる。
鹿子木富次雄（かのこぎ ふじお）
演 - 中川浩三
鶏賑・南営業所の所長。
男
演 - 竹本真之
地獄に落ちる男。

##### 第2回

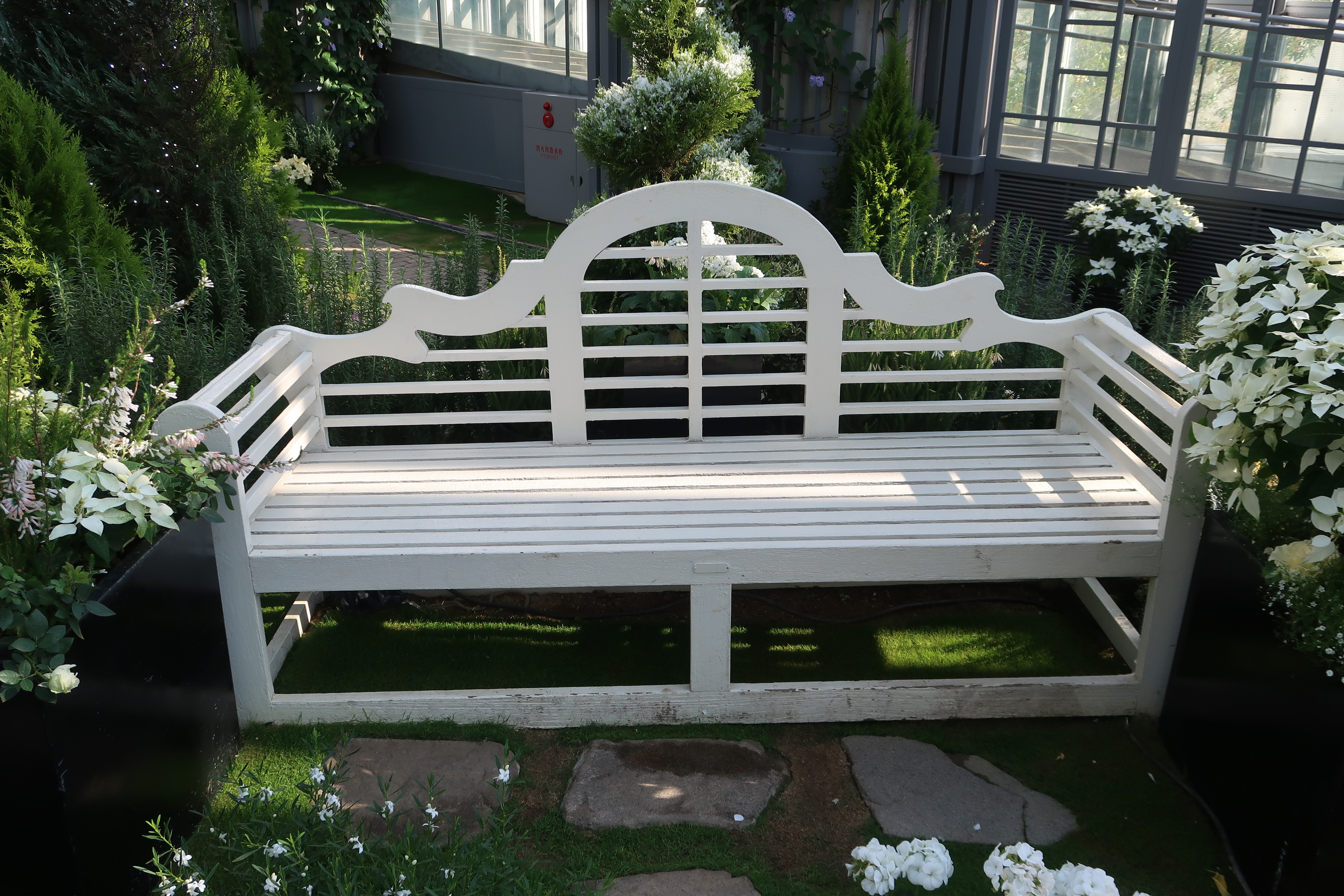
奇跡の星の植物館のベンチ（向井由芽が横になっていたベンチとして使用された）

向井由芽（むかい ゆめ）〈17〉
演 - 賀喜遥香
女子高生。死因は撲殺。
父と2人暮らしの高校2年生。父親は売れない自称画家で、事実上の無職。由芽がアルバイトで家計を支えている。
そのため友達と遊ぶこともできず、スマホも持てずタピオカも飲んだことがない。 沙羅いわく「貧乏人」。
生還の時に、沙羅から「あなたは貧しい家庭環境の中、自分の境遇を嘆くことも卑下することもなく、強く懸命に生きている。これからもその精神を大切に」と言われる。
向井鉄矢（むかい てつや）
演 - 橋本じゅん
由芽の父。自称画家。由芽の危機を教えるために現れた沙羅をモデルにした「SALA」を描いた後、もう絵を描くのは止めて仕事を探すと由芽に言う。
栗竹七菜香（くりたけ ななか）
演 - 大出菜々子
由芽と同じクラスの友だち。徳永に好意を持っており、文化祭の演劇では徳永の相手のジュリエット役に決まる。
由芽が徳永からラブレターをもらったと誤解してしまう。
江藤聖也（えとう せいや）
演 - 久保田直樹
由芽のクラスの同級生。由芽のせいで不登校になったと逆恨みしている。
江藤未羽（えとう みはね）
演 - 赤松悠実
聖也の母。駒野と不倫をしていた。聖也の不登校の原因と思い込んで由芽を憎んでいる。
駒野秀明（こまの ひであき）
演 - 田村ツトム
由芽のクラスの担任教師。
徳永晃平（とくなが こうへい）
演 - 伊藤真央
同級生。由芽と同じクラス。文化祭の演劇でロミオ役に決まる。
丸美麗奈（まるみ れな）
演 - 岡香鈴
同級生。由芽と同じクラス。演劇部。
堀之内亜美（ほりのうち あみ）
演 - 守殿愛生
由芽と同じクラスの友だち。
高山千里
演 - 井上うた
由芽と同じクラスの友だち。

##### 第3回・第4回
澤木夏帆（さわき かほ）〈22〉
演 - 黒島結菜
元バドミントン選手。死因は交通事故死。
天才型であり、センスだけで世界のトッププレーヤーとして活躍した。
元日本代表。引退後は小学生の臨時コーチをしている。
沙羅いわく「臆病者」。
沙羅の怒りを買って地獄に落とされたかに思われたが、とっさに手を伸ばし地獄の穴から這い上がっている。
「重要なのは勝ったか負けたかではなく、その恐怖に正面から向き合い闘ったか否か」と沙羅に言われる。
澤木南緒（さわき なお）
演 - 山下リオ
夏帆の姉。バドミントン選手。夏帆のような才能には恵まれていない努力型の選手。
澤木明嵩（さわき あきたか）
演 - 要冷蔵
夏帆と南緒の父。
日本バドミントン界の発展に貢献した。霊界のブロンズカード保持者。
闘病中だったが、夏帆に「続けろ」とメモを残し亡くなっている。
澤木綾乃（さわき あやの）
演 - 木全晶子
夏帆と南緒の母。
内山静香（うちやま しずか）
演 - 藤川心優
バドミントンの全日本Jr.チャンピオン。夏帆のコーチを受けている。
小野寺範弘（おのでら のりひろ）
演 - 木内義一
小学生のバドミントンクラブの監督。
稲葉弘保（いなば ひろやす）
演 - 畑中ふう
バドミントンの日本代表監督。
美輪洋介（みわ ようすけ）
演 - 小堀正博
バドミントンの日本代表コーチ。南緒と付き合っている。
志田舞（しだ まい）
演 - Mayuri
バドミントンの日本代表。
医師
演 - 川添公二
澤木明嵩が入院している病院の医師。

##### 第5回
池谷修（いけたに おさむ）〈30〉
演 - R-指定
ゆすり屋。死因は不明。
人の弱みにつけ込み法外な料金を脅し取る。相棒の阿賀里と犯罪の発覚を恐れながらも、大金を貯め込んできた。
その金を独り占めしたくなり、1億円貯まったら阿賀里を始末しようと思っている。
沙羅いわく「銭ゲバ」。
推理ゲームは正解だったが、「死後の世界での裁きは常に公正。ごまかしは通用しません。閻魔に見抜けない嘘はないからです」と沙羅に言われ、地獄に落とされる。
そして、「生きていたら遭遇したであろう出来事の追体験」として、中岡や阿賀里に拷問され、殺される苦痛を1万回繰り返し受け続けさせられる。
阿賀里勉（あがり つとむ）
演 - 一ノ瀬ワタル
池谷の相棒。池谷に殺されようとしていることを中岡から聞かされ、中岡の計画に乗ろうとする。
中岡芽以（なかおか めい）〈21〉
演 - 川上千尋
阿賀里の彼女。心理学を専攻する大学生。ボランティアで老人ホームに出入りしている。
1億円を手に入れるため、池谷の殺害計画を立てて阿賀里に実行させようと考えている。
既に5人の命を奪っており、沙羅に「正真正銘の悪女」と言われる。
野間口（のまぐち）
演 - 中川晴樹
池谷にゆすられる男。会社経営者。
チンピラ
演 - 北川裕介
池谷にゆすられたが、逆にやり返している。

##### 第6回
武部健二（たけべ けんじ）〈43〉
演 - 村上淳
刑事。死因は刺殺。
大阪府警の刑事。有能であるが、事件を解決するためには手段を選ばないタイプ。目を付けた容疑者にはしつこく食らいつく。
新人の森野の指導を任されたが、「毒」の足りない森野は刑事としてやっていけるか心配している。
プレマップでは不良刑事とされている。沙羅いわく「犬」。
沙羅から「大失敗から学びなさい。あなたに何が足りなかったのか。毒は所詮、毒だと言うことを」と言われる。
森野智也（もりの ともや）
演 - 上川周作
武部の後輩刑事。
武部から「俺の大失敗はお前とちゃんと向き合えへんかったことや」と言われる。
須崎昭夫（すざき あきお）
演 - 蟷螂襲
刑事課の係長。武部らの上司。
玉橋由希菜（たまはし ゆきな）〈34〉
演 - 井上安世
英会話教室事務員。榎並の同僚で遺体の第一発見者。榎並と不倫をしていた。榎並殺害の容疑者1。
清水麻帆（しみず まほ）〈26〉
演 - 大島正華
榎並の元恋人。榎並殺害の容疑者2。榎並を殺したという遺書を残し、自宅浴室で死亡。
芳根美加（よしね みか）〈20〉
演 - 辻千恵
榎並と交際中だった恋人。榎並殺害の容疑者3。
芳根華怜（よしね かれん）
演 - 辻本みず希
美加の姉。森野と付き合っている。
榎並颯天（えなみ はやて）〈27〉
演 - 北川瞬
殺人事件の被害者。英会話教室の講師。女癖が悪かった。
長谷川
演 - ドヰタイジ
「兎我野町の傷害事件」で目撃者を脅して虚偽のアリバイ証言をさせるが、武部に暴行されて証言を撤回させている。
富岡進
演 - 松木賢三
刑事課の同僚刑事。
小松隆夫
演 - 岡島秀昭
刑事課の同僚刑事。
女性警察官
演 - 植野瑚子
事情聴取後の清水麻帆を武部からかばうように付き添う。

##### 第7回・最終回
新山律子（にいやま りつこ）〈41〉
演 - 牧瀬里穂（6歳時：澤山明璃）
店舗デザイナー。死因は刺殺。
殺人犯の母を持ったがゆえに極貧生活を送る羽目に遭ったが、たゆまぬ努力により店舗デザイナーとして成功を遂げている。
数年前に離婚しており、娘との関係に悩んでいる。
6歳の時、事故で椅子から転げ落ち、床に頭を打ち付けて死亡。その時も閻魔堂に行き沙羅に生還させてもらっている。
二度目の生還後、沙羅から「まだあなたは生きています。だからそれはこれからのあなたの生き方次第」と言われる。

新山美久（にいやま みく）
演 - 長澤樹
律子の中学生の一人娘。反抗期。律子から町子が殺人犯であることなど全て打ち明けられる。
律子は悩んでいたが、愛情はしっかりと届いており、美久も律子を愛している。
飯塚町子（いいづか まちこ）
演 - 湖条千秋（26歳時：津川マミ）
律子の母。幼い律子を虐待しており、「切り裂き町子」と呼ばれるほど残忍な殺人を犯して服役していた。
出所後再び律子の前に現れて2千万円を無心し、断られると美久に稼いでもらうと言って、激高した律子にスマホで殴られる。
川澄吾郎（かわすみ ごろう）〈56〉
演 - 徳井優
町子が1千万円の借金をした（株）クレナイ金融の悪辣な債権回収員。
落雷に打たれて焼死する。沙羅に「よほど悪い生き方をしていた奴でしょうね。地獄行き確定です」と言われる。
野上叶恵（のがみ かなえ）
演 - 飯島順子
「K&Rプロデュース」の共同経営者。「K&R」は叶恵と律子のイニシャル。
律子のことを親身になって考えている。
福森孝次（ふくもり こうじ）
演 - 井之上チャル
律子の元夫。律子を心配して美久を引き取りたいと言ってきている。
蔵本樹季（くらもと いつき）
演 - 向鈴鳥
美久の同級生。不登校だった美久と一緒に登校してくれている。
マンションの住人
演 - 文月あや
律子と町子が揉めている時声をかけてくる。
学校の担任教師
演 - 竹本翔之介
美久が学校に来ていないと電話してくる。
その他
演 - 森口裕貴

### スタッフ
- 原作 - 木元哉多『閻魔堂沙羅の推理奇譚』シリーズ (講談社タイガ刊）原作 - 木元哉多『閻魔堂沙羅の推理奇譚』シリーズ (講談社タイガ刊）
- 脚本 - 古家和尚
- 音楽 - 岩崎琢
- 衣装協力（閻魔沙羅）- 飯嶋久美子[5]
- 制作統括 - 出水有三
- 美術 - 瀨木文
- 技術 - 前田貢作、森本祐二
- 撮影 - 村田旭、田中泰圭、田村晋介、土肥俊之
- 照明 - 田中公英、大西弘憲
- 音声 - 本間法義、深田次郎、南裕幸
- 映像技術 - 安川政行、小坂田美季江、保木明元、増田好宏
- 音響効果 - 武生壮史、伊東俊平
- 美術進行 - 柚木幹太、吉澤奈緒
- VFX - 齋藤大輔、常吉立馬
- 記録 - 藤澤加奈子
- 編集 - 平川正治
- 演出 - 渡辺良雄、葛西勇也、石川慎一郎、鈴木航
- 制作・著作 - NHK大阪放送局

### 主なロケ地
第1回
- 大阪府立狭山池博物館（大阪府大阪狭山市) 。「閻魔堂」として撮影された。

第2回
- 兵庫県立淡路夢舞台温室「奇跡の星の植物館」(兵庫県淡路市）。「閻魔堂」として撮影された。
- 山手台中央公園（大阪府茨木市）。由芽が犯人に呼び出される「尼川公園」として撮影された。
- 茨木市立養精中学校（大阪府茨木市）。由芽の通う「尼川市立和桜高等学校」として撮影された。
- 靱公園（大阪市西区）。「由芽の父が絵を描いている公園」、「エンディングで由芽と沙羅がすれ違う場面の公園」として撮影された（クランクインの場所）。
- 岸和田市内のラーメン店（大阪府岸和田市）。「由芽のバイト先のラーメン店」として撮影された。

第3回・第4回
- 旧奈良監獄（奈良市）。「閻魔堂」として撮影された。
- 茨木市立郡山小学校（大阪府茨木市）。夏帆が静香をコーチしている「三城区立郡山小学校」として撮影された。
- 北大江公園（大阪市中央区）。夏帆が亡き父からのメモを見る公園。離接する階段では何者かによって突き落とされるシーンが撮影された。

第5回
- 旧奈良監獄（奈良市）。「閻魔堂」として外観の夕景も撮影された。

第6回
- 兵庫県立淡路夢舞台温室「奇跡の星の植物館」(兵庫県淡路市）。「閻魔堂」として夜の内部が撮影された。
- 通称「地獄谷」商店街（大阪市福島区）。武部が長谷川を追い込んで暴行する飲み屋街（路地）として撮影された。
- 岸和田市役所（大阪府岸和田市) 。大阪府警の「警察署」として撮影された。

第7回・最終回
- 兵庫県立淡路夢舞台温室「奇跡の星の植物館」(兵庫県淡路市）。「閻魔堂」として状況に合わせて昼と夜の内部が撮影された。
- 淡路夢舞台・山回廊（兵庫県淡路市）。「閻魔堂」の一部として、新山律子が推理ゲームをする場所、地獄からの使者が現れる場所として撮影された。
- 大阪府立狭山池博物館（大阪府大阪狭山市)。 最終回のエンディングで「閻魔堂」として夜の内部が撮影された。
- 神戸旧居留地（神戸市中央区）。律子が職場から出て歩き、川澄が声をかける通りとして撮影された。
- 生田川公園（神戸市中央区）。律子が雨の中、美久を探しに行く公園として撮影された。
- アイビープレイス神仙寺（神戸市中央区）。律子の勤務する「K&Rプロデュース」として撮影された。
- 大阪市旭区役所（大阪市旭区)。沙羅が赤いオープンカーに腰掛けて待っており、自首する前の律子と話をした「湊警察署」として撮影された（クランクアップの場所）。

（※「閻魔堂」は登場人物によって変化するため、4箇所のロケ地での撮影となっている。また、ロケ地は神戸や大阪でも、第7回・最終回は設定が都内となっている）

### 原作からの主な変更点
各回共通
- 沙羅が生き返りをさせる時に原作では「ちちんぷいぷい、○○○○（名前）、地上に還れ」と言って、タブレットのエンターキーを押すが、ドラマでは「現世帰還、発動!」と言って、「閻魔大王の秘技」を発動させている（第5回の池谷修にだけは秘技の発動の場面が確認できない）。
- 原作では推理ゲームの制限時間は10分となっているが、ドラマでは「○○（死者に関連したこと）が○○になるまで」となっている。

第1回
- 原作では浜本尚太の勤務先は「鶏心・市川営業所」だが、ドラマでは「鶏賑・南営業所」である。
- 生き返った浜本は、原作では沙羅が岩田に「営業所に爆弾をしかけた」と電話し、岩田が冷凍庫を確認して発見されているが、ドラマでは沙羅が天野の前に現れ「浜本君が危ないからすぐ戻りなさい」と言っている。
- 推理ゲームの制限時間は「アイスティーの氷が溶けるまで」となっている。

第2回
- 原作では向井由芽は13歳の中学生であるが、ドラマでは17歳の女子高生になっている。
- 由芽が呼び出されたのは原作では「尼川神社」だが、ドラマでは「尼川公園」になっている。
- 原作では由芽の母は生活苦に耐えられず家を出て、由芽が襲われたとテレビのニュースで見て心配して帰ってくるが、ドラマでは数年前に亡くなっている。
- 推理ゲームの制限時間は「ガチャガチャで当たりが出るまで」となっている。

第3回・第4回
- 原作では夏帆は地獄には落とされていないが、ドラマでは沙羅の怒りを買って地獄に落とされようとして、とっさに手を伸ばし地獄の穴から這い上がっている。
- 推理ゲームの制限時間は「折り紙の鳥の羽毛が全て地面に落ちるまで」となっている。

第5回
- 原作では推理ゲームで正解した池谷が沙羅（閻魔）を欺こうとした罪により、生き返った後もう一度殺され閻魔堂に戻る。そして登場した閻魔大王により地獄に落とされ、同じ死に方を1万回繰り返させられているが、ドラマでは池谷は閻魔大王ではなく、沙羅によって地獄に落とされ、「生きていたら遭遇したであろう出来事の追体験」を1万回させられている。
- 原作では阿賀里は拾ってきた捨て猫を13匹飼っているが、ドラマでは飼っているのはイグアナ1匹である。
- 推理ゲームの制限時間は「沙羅の料理（鯛の姿造り）ができるまで」となっている。

第6回
- 清水麻帆は原作ではひき逃げで昏睡状態になるが、ドラマでは自宅の浴室で手首を切る自殺に見せかけて殺されている。
- 推理ゲームの制限時間は「沙羅のジグソーパズルが完成するまで」となっている。

第7回・最終回
- 新山律子は原作では6歳の時に死亡していないが、ドラマでは6歳の時死亡して閻魔堂に行き、沙羅によって生還させてもらっており、今回が2度目の閻魔堂となっている。
- 原作にない設定として、新山律子が推理ゲームに正解できなかった場合は6歳の時の律子が地獄に落ち、美久の人生など律子のその後35年の人生にかかわった全てのものが失われることになっている。
- 推理ゲームの制限時間は「地獄からの使者が手を触れるまで」となっている。

### 放送日程
| 放送回 | 放送日   | ラテ欄                                                  | 演出       |
| ------ | -------- | ------------------------------------------------------- | ---------- |
| 第1回  | 10月31日 | 生き返りを賭けた推理ゲーム開始                          | 渡辺良雄   |
| 第2回  | 11月07日 | けなげな貧乏娘の挑戦! 沙羅の裁定は                      | 渡辺良雄   |
| 第3回  | 11月14日 | 地に落ちた天才! 沙羅の怒りが発動?                       | 葛西勇也   |
| 第4回  | 11月21日 | シャトルの行方! 地獄からの生き返りをかけた挑戦が始まる! | 渡辺良雄   |
| 第5回  | 11月28日 | ゆすり屋の企み! 生き返りを勝ち取れ                      | 石川慎一郎 |
| 第6回  | 12月05日 | 毒を飲んだ刑事! その果てに見た物は                      | 鈴木航     |
| 第7回  | 12月12日 | 殺人犯の娘…時を超え絡みつく母の業                       | 渡辺良雄   |
| 最終回 | 12月19日 | 最後のゲーム 己の過去と娘の未来を賭けた勝負に沙羅は     | 渡辺良雄   |

| NHK総合 よるドラ                                    | NHK総合 よるドラ                                   | NHK総合 よるドラ                                   |
| 前番組                                              | 番組名                                             | 次番組                                             |
| --------------------------------------------------- | -------------------------------------------------- | -------------------------------------------------- |
| 彼女が成仏できない理由 （2020年9月12日 - 10月17日） | 閻魔堂沙羅の推理奇譚 （2020年10月31日 - 12月19日） | ここは今から倫理です。 （2021年1月16日 - 3月13日） |

## コミカライズ
『閻魔堂沙羅の推理奇譚』シリーズのコミカライズがされ、『月刊ビッグガンガン』（スクウェア・エニックス）にて2020年Vol.11より2021年Vol.12まで連載された。作画は柴田孫四郎、構成はirom（イロム）、キャラクター原案は望月けい。
- 木元哉多（原作）、柴田孫四郎（作画）、irom（構成）、望月けい（キャラクター原案）『閻魔堂沙羅の推理奇譚』スクウェア・エニックス〈ビッグガンガンコミックス〉、全2巻。内容は次のとおり。
  1. 2021年5月25日発売[58]、ISBN 978-4-7575-7273-7
    - 第1話 緒方智子・絞殺、第2・3話 浜本尚太・凍死①、②、第4・5話 君嶋世志輝・撲殺①、②、書き下ろし小説 「閻魔堂沙羅の一人語り」（木元哉多）収録。

  2. 2021年12月25日発売[59]、ISBN 978-4-7575-7654-4
    - 第6･７話 池谷修・死因?①、②、第8･9話 武部健二・刺殺①、②、第10･最終話 浦田俊矢・撲殺①、② 収録。